# 德拉格里奥氏菌属
德拉格里奥氏菌属（学名：Dellaglioa）为乳杆菌科的一属细菌。

## 下属物种
本属包括以下物种：
- 低温德拉格里奥氏菌 Dellaglioa algida (Kato et al. 2000) Zheng et al. 2020，其可在低温下生长，基异名：Lactobacillus algidus Kato et al., 2000
- Dellaglioa carnosa Werum and Ehrmann 2023[2]